# Parts per hundred rubber
Mit parts per hundred rubber (phr) werden in der gummi-chemischen Industrie die Massenanteile der einzelnen Mischungsbestandteile in einem Rezept einer Elastomermischung bezeichnet. Dabei werden diese Angaben jeweils auf 100 (Massen-)Teile des Grundpolymers oder der Grundpolymere (bei Polymerblends) bezogen.
Ähnlich wie beim Kuchenbacken eignet sich diese Angabe der Rezeptbestandteile somit besonders beim Herstellen der Mischung („Mischen“) selbst. Dagegen sagen die phr-Anteile nur über die Dichte des jeweiligen Mischungsbestandteils {\displaystyle i} etwas über dessen Volumenverhältnis {\displaystyle \Phi _{vol}} aus:
{\displaystyle \Phi _{vol}={\frac {V_{i}}{V_{ges}}}={\frac {\frac {{\rm {phr}}_{i}}{\rho _{i}}}{\sum _{i}{\frac {{\rm {phr}}_{i}}{\rho _{i}}}}}}

## Rezept-Beispiel einer Gummimischung
| Bestandteil {\displaystyle i}     | phr | Dichte / g/cm³ | Volumen / cm³ | {\displaystyle \Phi _{vol}} |
| --------------------------------- | --- | -------------- | ------------- | --------------------------- |
| Polymer 1                         | 80  | 1.1            | 72.727        | 70,3 %                      |
| Polymer 2                         | 20  | 0.95           | 21.053        | 20,4 %                      |
| Füllstoff - Ruß                   | 8   | 1.9            | 4.211         | 4,1 %                       |
| Zuschlagstoff 1 - Vernetzer       | 1   | 0.99           | 1.010         | 1,0 %                       |
| Zuschlagstoff 2 - Beschleuniger   | 3   | 1.3            | 2.308         | 2,2 %                       |
| Zuschlagstoff 3 - Alterungsschutz | 2   | 0.95           | 2.105         | 2,0 %                       |
| Summe                             | 114 |                | 103.413       | 100,0 %                     |